# Giorgio Tamajo
Giorgio Tamajo (Napoli, 7 gennaio 1817 – Siracusa, 15 ottobre 1897) è stato un politico, militare e prefetto italiano, senatore del Regno d'Italia dalla XIII legislatura.
Massone, raggiunse il 33º ed ultimo grado del Rito scozzese antico ed accettato, fu membro del Gran Concistoro per la Valle del Po e fu Sovrano gran commendatore del Supremo Consiglio di Roma dal 1870 fino al 10 febbraio 1877, quando questo si unì al Supremo Consiglio di Torino nel Supremo Consiglio d'Italia.